# ФК „Инджия“
„Инджия“ (на сръбски: Фудбалски клуб Инђија) е сръбски футболен клуб от град Инджия, Сремски окръг (Войводина), участващ в Сръбска суперлига. Основан през 1912 година в Кралство Югославия. Домакинските си мачове играе на „Стадион Инджия“, с капацитет 4000 зрители.
Най-големият успех на клуба е промоцията в Сръбската Суперлига през 2010/11 и 2019/20.

## История
ФК Инджия е създаден през 1933 г. като клуб на служителите от железопътния транспорт, първоначално наречен ЖАК Инджия, а по-късно ФК Железничар Инджия. През 1969 г. „Железничар“ е преименуван на ФК ПИК Инджия. През 1975 г. името се променя, този път на ФК Агроуни заради спонсора на клуба по това време. През 1994 г. името става ФК Инджия и продължава до наши дни, като изключение е периодът между 2001 и 2003 г., когато по спонсорски причини клубът е бил известен като ФК Бражда Кооп.
През 1941 г. те печелят Първата лига футболна субасоциация на Нови Сад. По-късно през периода на СФР Югославия клубът се състезава главно в трето национално ниво. На няколко пъти той играе квалификации за Втора лига, докато най-накрая постига промоция през 1992 г. Следващото забележително постижение е през сезон 2005 – 06 г., когато стигат до четвъртфиналите на Купата на Сърбия и Черна гора а също така спечелват сръбската лига – група Войводина и се изкачват сръбската първа лига (национално второ ниво).
През 2010 г. ФК Инджия завършват на първо място в сръбската първа лига и за пръв път добиват правото да играят в сръбската Суперлига, най-високата професионална футболна лига в Сърбия.
През 2019 г. ФК Инджия отново влиза в Суперлигата благодарение на спечелеия плейоф.

## Предишни имена
| Години      | Име                                  |
| ----------- | ------------------------------------ |
| 1933 – 1939 | „ЖАК Инджия“ ŽAK Inđija              |
| 1933 – 1969 | „ФК Железничар“ FK Železničar Inđija |
| 1969 – 1975 | „ФК ПИК Инджия“ FK PIK Inđija        |
| 1975 – 1994 | „ФК Агроуни“ FK Agrounija            |
| 1994 – 2001 | „ФК Инджия“ FK Inđija                |
| 2001 – 2003 | „ФК Бражда Кооп“ FK Brazda Coop      |
| 2003 –      | „ФК Инджия“ FK Inđija                |

## Успехи
Сърбия: (от 2006)
- Сръбска суперлига
  - 15-о място (1): 2010/11
- Първа лига на Сърбия по футбол
  -  Победител (1): 2009/10

 Сърбия и Черна гора: (2003 – 2006)
- Лига на Войводина
  -  Победител (1): 2005/06

 Кралство Югославия (1918 – 1943)
- Първа лига на Нови Сад:
  -  Победител (1): 1941

## Български футболисти
- Зоран Янкович: 2009/11 - (34 мача - 8 гола)